# Radi de Schwarzschild

Radi de Schwarzschild a un forat negre.

El radi de Schwarzschild és el radi mínim que ha de tenir un astre per tal que la llum pugui escapar de la seva superfície vers l'espai exterior. Per sota d'aquest límit la força gravitatòria entre les seves partícules causaran un col·lapse gravitacional irreversible, seria el final del estels més massius que esdevenen un forat negre.
El radi de Schwarzschild correspon a l'horitzó dels esdeveniments d'un objecte col·lapsat de massa {\displaystyle M} esfèricament simètric i sense rotació. És el radi d'un forat negre esfèric i estàtic per al qual el desplaçament cap al roig dels fotons es fa infinit.
El físic alemany Karl Schwarzschild treballà per a trobar una solució a les equacions de camp d'Einstein, per obtenir una solució a la curvatura de l'espaitemps, al voltant d'una massa puntual. Després l'aplicà al cas d'una massa esfèrica, trobant que hi havia un radi on hi havia una singularitat, una distància on alguns dels valors que descriuen el camp gravitatori esdevenen infinits. Aquest radi, avui dia conegut com a radi de Schwarzschild {\displaystyle R_{S}}, és expressat per la següent equació:{\displaystyle R_{S}={\frac {2GM}{c^{2}}}}on:
- {\displaystyle M} és la massa de l'objecte.
- {\displaystyle G} és la constant de la gravitació.
- {\displaystyle c} és la velocitat de la llum.

## Història

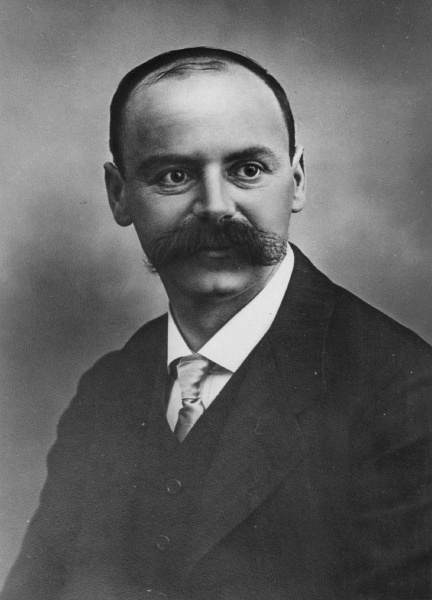
Karl Schwarzschild.

La teoria de la relativitat general fou enunciada l'any 1915 per Albert Einstein (1879-1955). El 25 de novembre del 1915 publicà l'article Erklärung der Perihelbewegung des Merkur aus der allgemeinen Realtivitätstheorie (Explicació del moviment del periheli de Mercuri a partir de la teoria general de la relativitat) on feia dos càlculs aproximats del moviment del periheli de Mercuri com a confirmació de la validesa de la relativitat general. El 22 de desembre de 1915, Karl Schwarzschild (1873-1916) li envià una carta molt crítica on hi exposava els seus propis càlculs amb la que considerava la solució exacta.
El gener de 1916, Schwarzschild, publicà l'article Über das Gravitations-feld eines Massenpunktes nach der Einsteinschen Theorie (Sobre el camp gravitatori d'una massa puntual segons la teoria d'Einstein) a la revista Sitzungsberichte der Königlich Preussischen Akademie der Wissenschaften (Actes de la Reial Acadèmia Prussiana de Ciències) on formulava la seva solució exacta al problema del periheli de Mercuri que havia avançat per carta a Einstein. Einstein respongué per carta lloant la seva solució i les matemàtiques que havia utilitzat. La mètrica de Schwarzschild és l'equivalent en relativitat general al potencial gravitatori de la teoria de la gravitació universal del físic anglès Isaac Newton (1642-1727).
El febrer de 1916, publicà l'article Über das Gravitations-feld einer Kugel aus incompressiebler Flüssigkeit nach der Einsteinschen Theorie (Sobre el camp gravitatori d'una esfera de líquid incompressible segons la teoria d'Einstein) a la revista Sitzungsberichte der Königlich Preussischen Akademie der Wissenschaften, on aplicà la mètrica exposada al seu article anterior, sobre el camp gravitatori produït per una massa puntual, a una esfera de fluid incompressible i formulà les condicions físiques de la degradació d'aquest camp. Schwarzschild moriria pocs mesos més tard, el maig de 1916.
Els treballs esmentats foren escrits a Rússia, on Schwarzschild servia a l'exèrcit alemany en el context de la Primera Guerra Mundial. El primer conté una solució exacta de les equacions de camp d'Einstein, la mètrica de Schwarzschild, i el segon, derivat del primer, conté la descripció del que més tard es coneixeria com a radi de Schwarzschild.

## El radi de Schwarzschild i els forats negres
Durant molt de temps el radi de Schwarzschild no fou més que una curiositat matemàtica de la mètrica de Schwarzschild, però durant la dècada del 1960 això canvià amb el desenvolupament de les idees de l'evolució estel·lar, el col·lapse gravitatori d'alguns tipus d'estels i els forats negres.
El radi de Schwarzschild té un paper molt important en l'estudi dels forats negres, un objecte celeste esdevindrà un forat negre si es contrau prou perquè el seu radi quedi per sota del seu radi de Schwarzschild. Quan el radi d'un objecte és superior al seu radi de Schwarzschild la llum pot sortir de la seva superfície perquè la seva velocitat serà superior a la velocitat d'escapament de l'objecte. En canvi, si el radi de l'objecte és menor que el seu radi de Schwarzschild, el seu horitzó d'esdeveniments, la velocitat de la llum serà menor que la velocitat d'escapament de l'objecte i la llum no podrà sortir.
Coneixent la massa d'un objecte, en podem calcular el seu radi de Schwarzschild atès que ja coneixem el valor de la constant de la gravitació i de la velocitat de la llum. En el cas del Sol, un estel amb una massa {\displaystyle M} d'uns 1,988 5×103 kg tenim:
{\displaystyle R_{S\odot }={\frac {2GM}{c^{2}}}={\frac {2\times \left(6,674\,08\times 10^{-11}{\ {\mbox{m}}^{3}}{\ {\mbox{kg}}^{-1}\ {\mbox{s}}^{-2}}\right)\times \left(1,988\,5\times 10^{30}{\ {\mbox{kg}}}\right)}{\left(299\,792\,458{\ {\mbox{m}}}/{\ {\mbox{s}}}\right)^{2}}}=2\,953,287{\ {\mbox{m}}}\approx 3{\ {\mbox{km}}}}
El mateix podem fer per a qualsevol objecte, per exemple, en el cas de la Terra, amb una massa d'uns 5,972 37×1024 kg, tenim:
{\displaystyle R_{S\oplus }={\frac {2GM}{c^{2}}}={\frac {2\times \left(6,674\,08\times 10^{-11}{\ {\mbox{m}}^{3}}{\ {\mbox{kg}}^{-1}\ {\mbox{s}}^{-2}}\right)\times \left(5,972\,37\times 10^{24}{\ {\mbox{kg}}}\right)}{\left(299\,792\,458{\ {\mbox{m}}}/{\ {\mbox{s}}}\right)^{2}}}=0,008\,870{\ {\mbox{m}}}\approx 9{\ {\mbox{mm}}}}
Cal fer notar que un cop tenim calculat el valor de l'{\displaystyle R_{S}} del Sol el podem utilitzar per a simplificar el càlcul del radi d'altres objectes. Si multipliquem el radi de Schwarzschild del Sol, {\displaystyle R_{S\odot }}, per la massa de l'objecte i ho dividim tot per la massa del Sol {\displaystyle \odot }, tindrem el mateix resultat que aplicant la fórmula anterior. És a dir:
{\displaystyle R_{S}={\frac {2GM_{\odot }}{c^{2}}}\times {\frac {M}{M_{\odot }}}=R_{S\odot }\times {\frac {M}{M_{\odot }}}}{\displaystyle R_{S\oplus }=R_{S\odot }\times {\frac {M_{\oplus }}{M_{\odot }}}=2\,953,287{\ {\mbox{m}}}\times {\frac {\left(5,972\,37\times 10^{24}{\ {\mbox{kg}}}\right)}{\left(1,988\,5\times 10^{30}{\ {\mbox{kg}}}\right)}}=0,008\,870\,m}

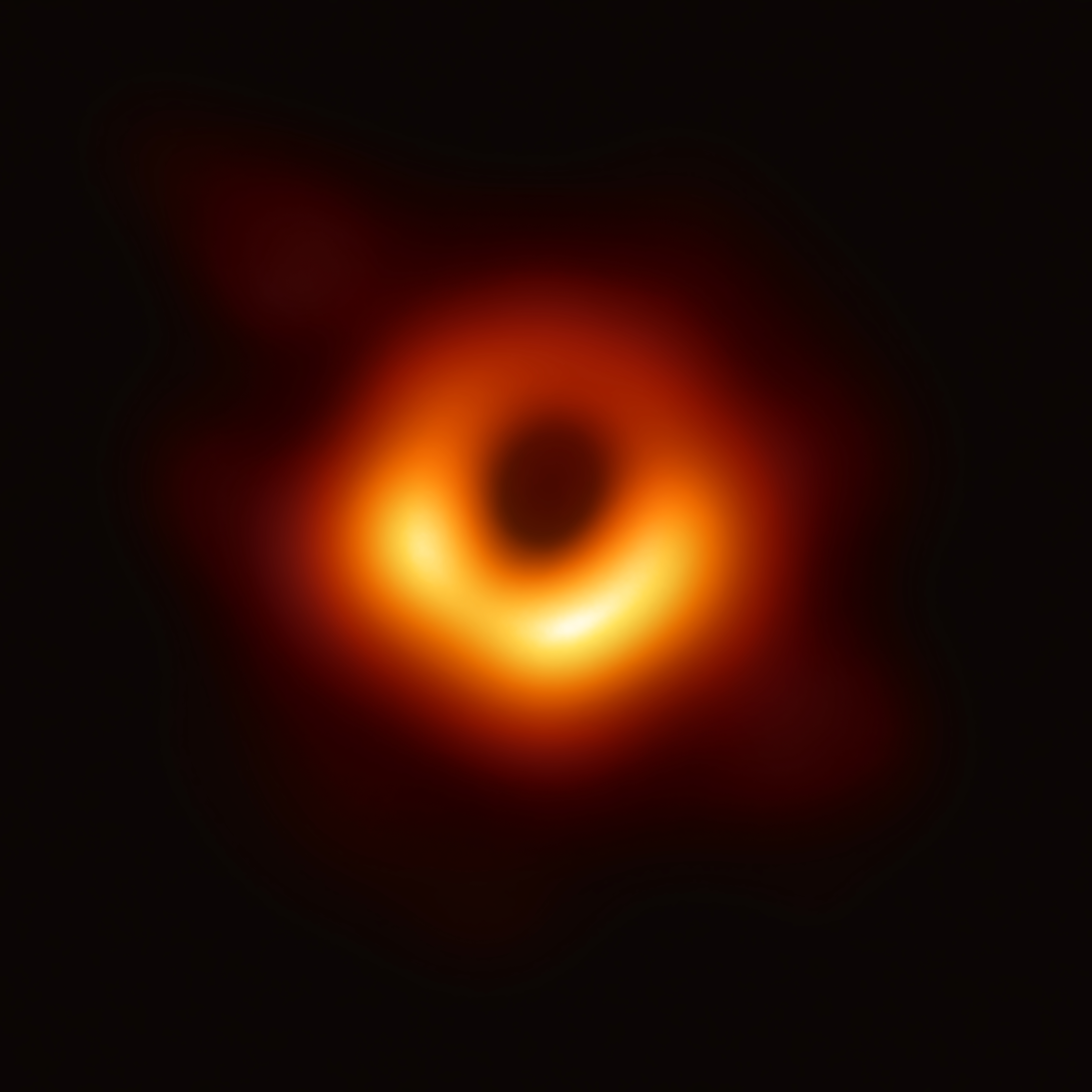
Forat negre del centre de la galàxia Messier 87.

A principis del segle xx, quan Schwarzschild desenvolupà la seva solució a les equacions de la relativitat general, tots els objectes coneguts tenien un radi, {\displaystyle r}, molt més gran que el seu radi de Schwarzschild, {\displaystyle R_{S}}, i es considerà com una curiositat matemàtica, sense cap significat físic. No fou fins que els treballs del físic indi Subrahmanyan Chandrasekhar (1910-1995) i de l'estatunidenc Robert Oppenheimer (1904-1967) demostraren que els estels més massius podien patir un col·lapse gravitatori que els farien esdevenir de la mida del seu radi de Schwarzschild o més petits, que els físics començaren a prendre's seriosament les conseqüències que se'n desprenien.
La idea que hi ha implícita en la mètrica de Schwarzschild, és que la velocitat d'escapament necessària per a escapar de l'efecte del camp gravitatori d'un objecte hauria de ser més gran que la velocitat de la llum si el radi de l'objecte és més petit que {\textstyle {\frac {2GM}{c^{2}}}}. Per tant, donat que la velocitat de la llum no pot ser superada, un objecte amb un radi inferior hauria de ser negre, perquè no deixa sortir la llum.
La forma habitual de la solució de Schwarzschild, o mètrica de Schwarzschild {\displaystyle g} (o el quadrat de l'element de línia {\displaystyle (ds)^{2}}), a les equacions de camp d'Einstein fou introduïda un any més tard pel matemàtic alemany David Hilbert (1862-1943):
{\displaystyle g=\left(ds\right)^{2}=\left(1-{\frac {2GM}{c^{2}r}}\right)c^{2}\left(dt\right)^{2}-{\frac {\left(dr\right)^{2}}{1-{\frac {2GM}{c^{2}r}}}}-r^{2}\left(d\theta \right)^{2}-r^{2}sin^{2}\theta \left(d\phi \right)^{2}}
On {\displaystyle t,r,\theta } i {\displaystyle \phi } són les coordenades de temps, de radi, colatitud i latitud respectivament. Unes quantitats mesurables per a un observador. Quan el radi {\displaystyle r} s'aproxima al radi de Schwarzschild {\displaystyle R_{S}}, és a dir a {\textstyle {\frac {2GM}{c^{2}}}}, la coordenada de temps desapareix i la coordenada radial divergeix. D'aquí es desprèn que:
- Si {\displaystyle r\gg R_{S}\rightarrow {\frac {R_{S}}{r}}\ll 1\rightarrow } camp gravitatori feble
- Si {\displaystyle r\sim R_{S}\rightarrow {\frac {R_{S}}{r}}\sim 1\rightarrow } camp gravitatori fort

Quan el radi {\displaystyle r} de l'objecte és força més gran que el seu de radi Schwarzschild {\displaystyle R_{S}}, llavors el quocient de {\displaystyle R_{S}} per {\displaystyle r} és força més petit que la unitat i el camp gravitatori de l'objecte és feble. Seria el cas de la majoria d'objectes astrofísics que coneixem. D'altra banda, quan el radi {\displaystyle r} de l'objecte és similar al seu de radi Schwarzschild {\displaystyle R_{S}}, llavors el quocient de {\displaystyle R_{S}} per {\displaystyle r} és similar a la unitat i el seu camp gravitatori és fort. Seria el cas dels forats negres.
Els radis de Schwarzschild d'alguns objectes es presenten a continuació.
| Objete                                                | Massa (kg) | Radi de Schwarzschild (m)               | Radi real (m)                         | Densitat de Schwarzschild (kg/m3) |
| ----------------------------------------------------- | ---------- | --------------------------------------- | ------------------------------------- | --------------------------------- |
| Univers observable                                    | 8,8×1052   | 1,3×1026 (13,7 mil milions d'anys-llum) | 4,4×1026 (46.500 milions d'anys-llum) | 9,5×10-27                         |
| Via Làctia                                            | 1,6×1042   | 2,4×1015 (0,25 anys-llum)               | 5×1020 (52,9 mil anys-llum)           | 0,000 029                         |
| TON 618 (major forat negre conegut)                   | 1,3×1041   | 1,9×1014 (~1300 ua)                     |                                       | 0,0045                            |
| Forat negre supermassiu a NGC 4889                    | 4,2×1040   | 6,2×1013 (~410 ua)                      |                                       | 0,042                             |
| Forat negre supermassiu a Messier 87                  | 1,3×1040   | 1,9×1013 (~130 ua)                      |                                       | 0,44                              |
| Forat negre supermassiu a la Galàxia d'Andròmeda      | 3,4×1038   | 5,0×1011 (3,3 ua)                       |                                       | 640                               |
| Sagitari A* (Forat negre supermassiu a la Via Làctia) | 8,2×1036   | 1,2×1010 (0,08 ua)                      |                                       | 1,1×106                           |
| Sol                                                   | 1,99×1030  | 2,95×103                                | 7,0×108                               | 1,84×1019                         |
| Júpiter                                               | 1,90×1027  | 2,82                                    | 7,0×107                               | 2,02×1025                         |
| Terra                                                 | 5,97×1024  | 0,0887                                  | 6,37×106                              | 2,04×1030                         |
| Lluna                                                 | 7,35×1022  | 1,09×10-4                               | 1,74×106                              | 1,35×1034                         |
| Saturn                                                | 5,683×1026 | 0,842                                   | 5,82×107                              | 2,27×1026                         |
| Urà                                                   | 8,681×1025 | 0,129                                   | 2,54×107                              | 9,68×1027                         |
| Neptú                                                 | 1,024×1026 | 0,152                                   | 2,46×107                              | 6,97×1027                         |
| Mercuri                                               | 3,285×1023 | 4,87×10-4                               | 2,44×106                              | 6,79×10³²                         |
| Venus                                                 | 4,867×1024 | 7,21×10-3                               | 6,05×106                              | 3,10×1030                         |
| Mart                                                  | 6,39×1023  | 9,47×10-4                               | 3,39×106                              | 1,80×10³²                         |
| Persona                                               | 70         | 1,04×10-25                              | ~0,5                                  | 1,49×1076                         |
| Massa de Planck                                       | 2,18×10-8  | 3,23×10-35                              | (dues vegades la longitud de Planck)  | 1,54×1095                         |